# Kathy McMillan
Kathy Laverne McMillan-Ray (née le 7 novembre 1957 à Raeford) est une athlète américaine spécialiste du saut en longueur.

## Carrière

### Palmarès
| Date | Compétition                | Lieu     | Résultat | Performance |
| ---- | -------------------------- | -------- | -------- | ----------- |
| 1975 | Jeux panaméricains         | Mexico   | 3e       | 6,49 m      |
| 1976 | Jeux olympiques d'été      | Montréal | 2e       | 6,66 m      |
| 1979 | Jeux panaméricains         | San Juan | 1re      | 6,46 m      |
| 1979 | Coupe du monde des nations | Montréal | 3e       | 6,31 m      |
| 1983 | Jeux panaméricains         | Caracas  | 1re      | 6,70 m      |

### Records
| Épreuve          | Performance | Lieu | Date |
| ---------------- | ----------- | ---- | ---- |
| Saut en longueur | 6,78 m      |      | 1976 |